# Acherontia
Genre
Le genre Acherontia regroupe des lépidoptères (papillons) de la famille des Sphingidae, de la sous-famille des Sphinginae, de la tribu des Acherontiini.

## Systématique
- Le genre Acherontia a été décrit par l'entomologiste allemand Jakob Heinrich Laspeyres en 1819[1].
- L'espèce type pour le genre est Acherontia atropos (Linnaeus, 1758)

### Synonymie
- Manduca Hübner, 1806
- Atropos Oken, 1815 [2]
- Brachyglossa Boisduval, 1828 [3]
- Atropos Agassiz, 1846 [4]

## Taxinomie
Liste des espèces
- Acherontia atropos (Linnaeus, 1758) — Sphinx tête de mort
- Acherontia lachesis (Fabricius, 1798)
- Acherontia styx (Westwood, 1844)

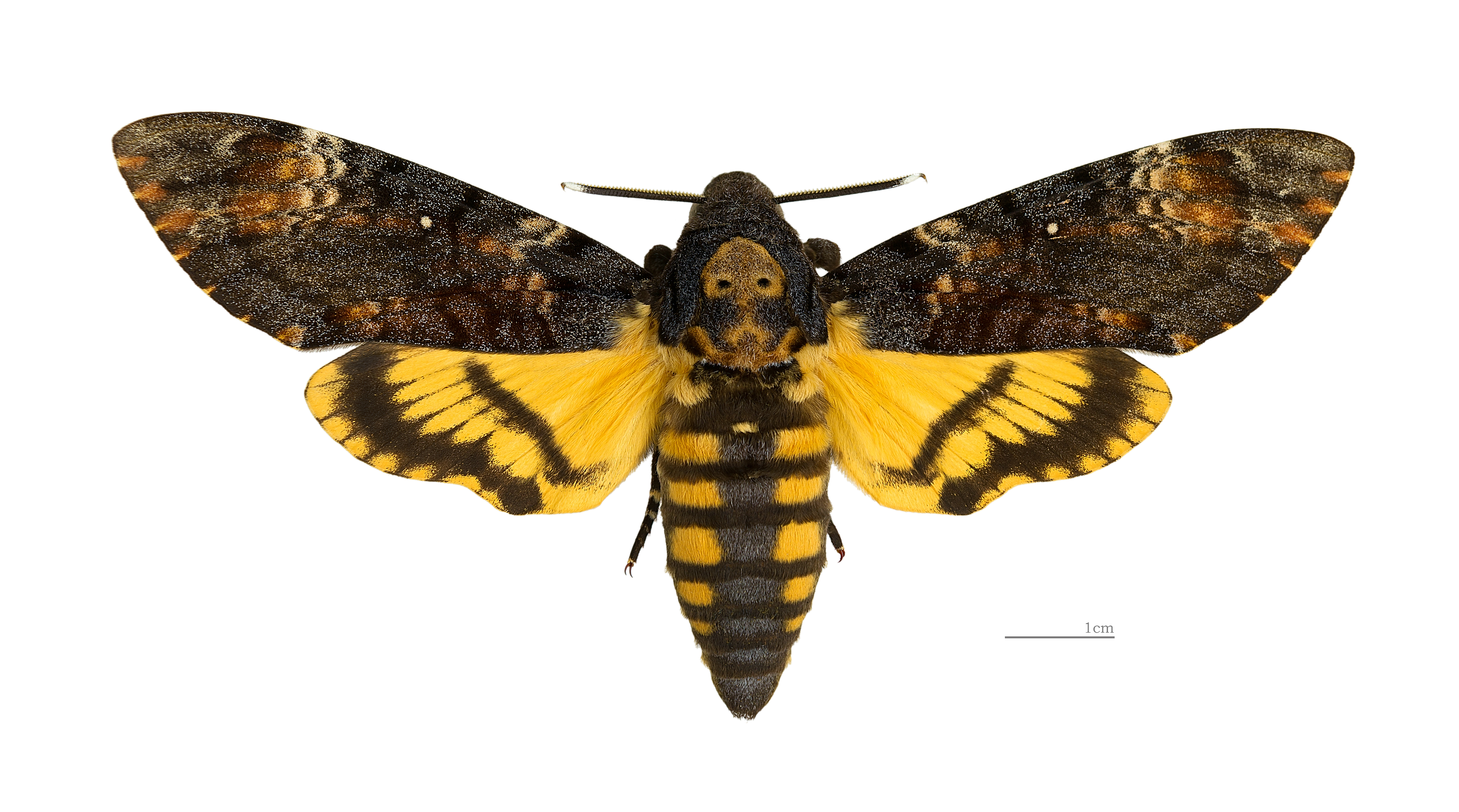
Acherontia atropos
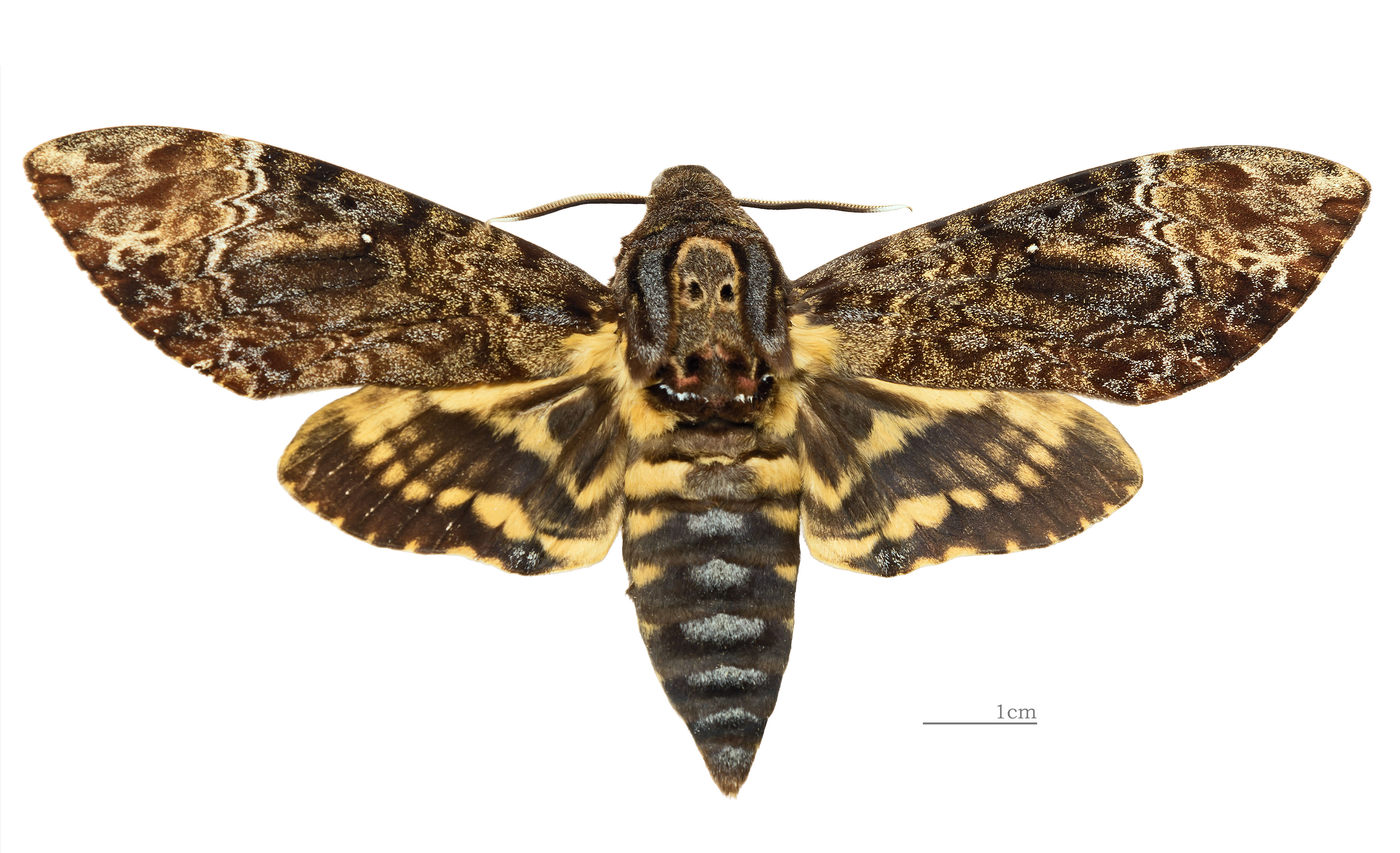
Acherontia lachesis
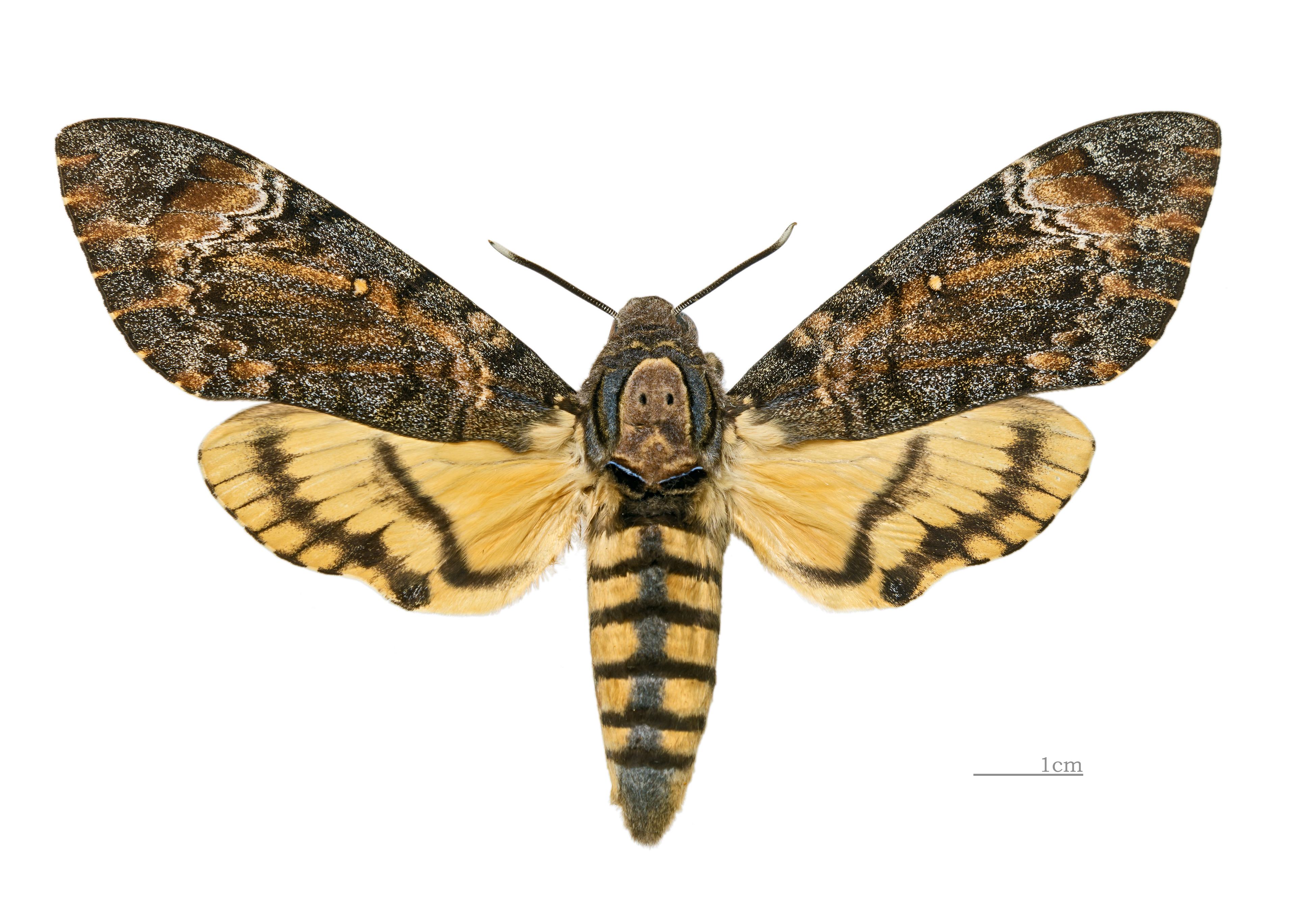
Acherontia styx